# 寇松厅
寇松厅（英语：Curzon hall）是孟加拉国达卡的一座英属印度时代的历史建筑，也是达卡大学理学院的所在地。
该建筑最初是用作市政厅，以1904年为其奠基的印度总督寇松勋爵而命名。1921 年达卡大学成立后，它成为大学理学院的所在地。

## 语言运动
在1948-1956年的孟加拉语言运动期间，寇松厅是许多重大事件的发生地。1947年印度分治形成巴基斯坦国家后，乌尔都语被定为唯一的官方语言。1948年，巴基斯坦制宪议会选择乌尔都语和英语作为唯二用于在议会发表讲话的语言，有议员对此提出抗议，理由是大多数人说孟加拉语而不是乌尔都语，然而提议遭到否决。 达卡大学的学生立即采取反对制宪会议的行动， 并在寇松厅宣布反对官方语言政策。 

## 设施
达卡大学的植物园位于寇松厅旁，供学生和教师用于植物学教学和研究。

## 建筑
寇松厅是达卡建筑的最佳典范之一，完美地融合了欧洲元素和莫卧儿元素，在北部突出的立面中尤为明显，该立面既有马蹄形拱门，也有尖顶拱门。

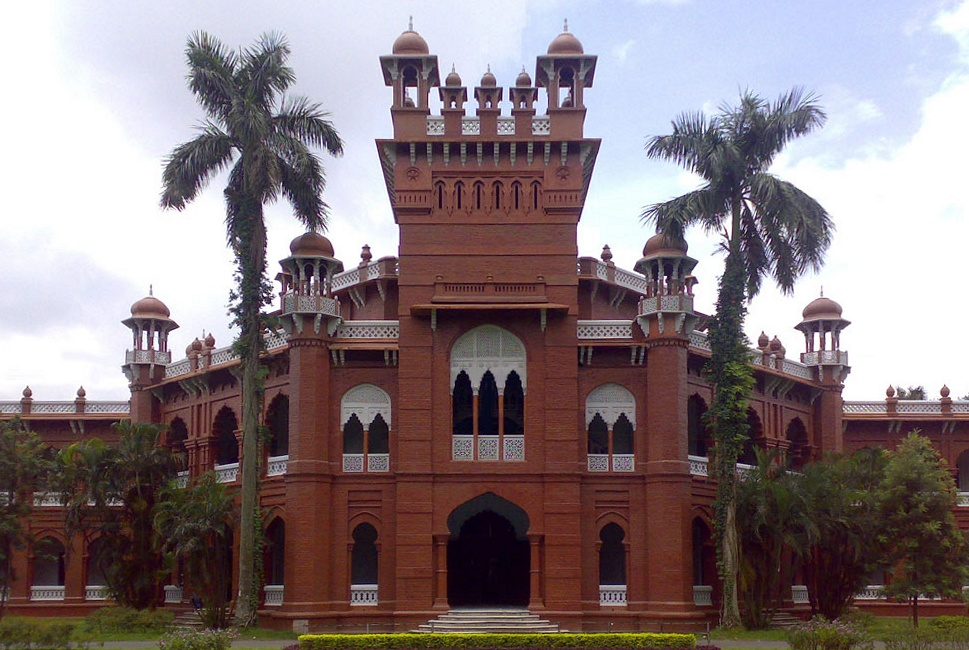
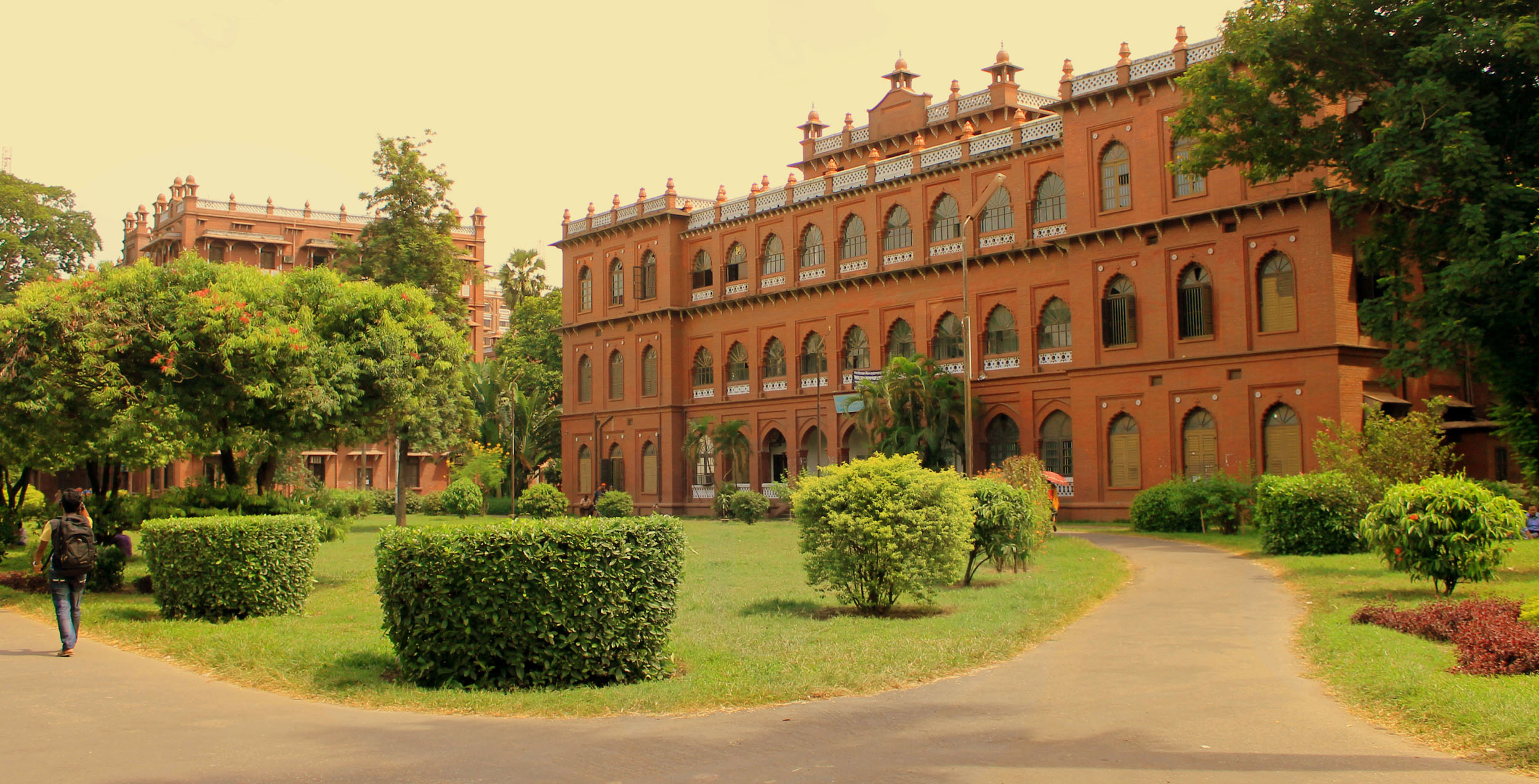
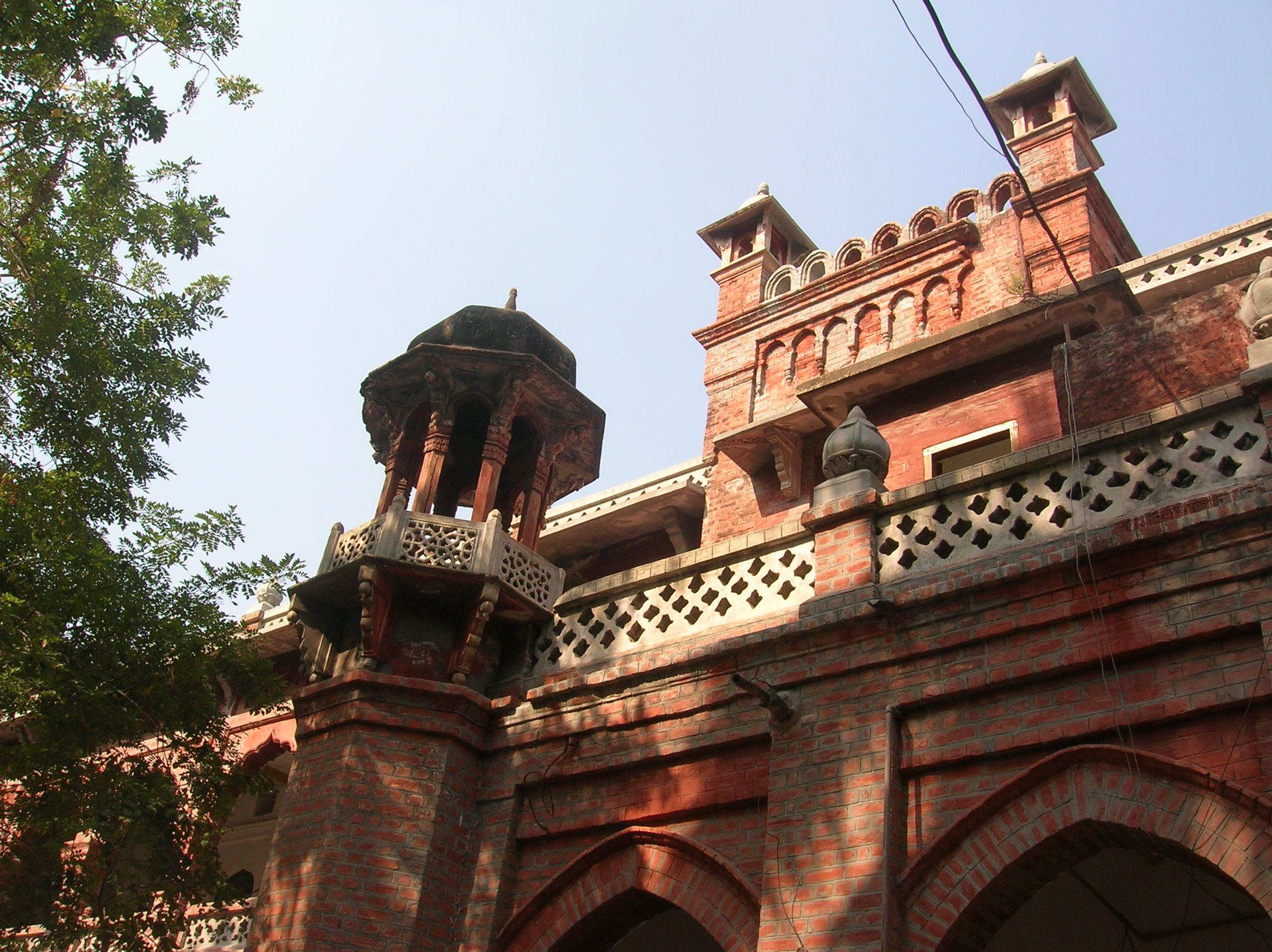
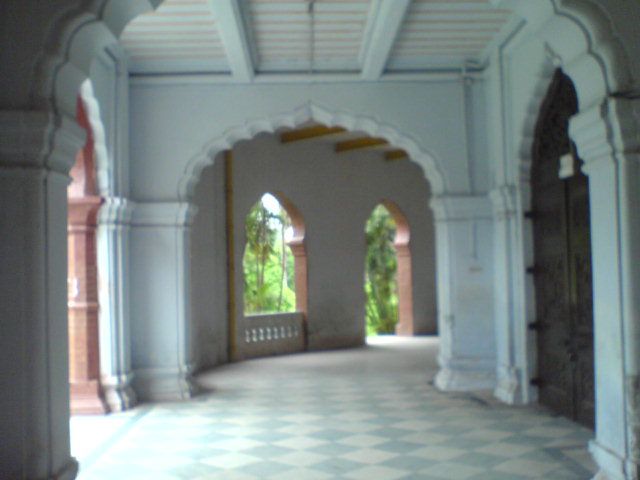
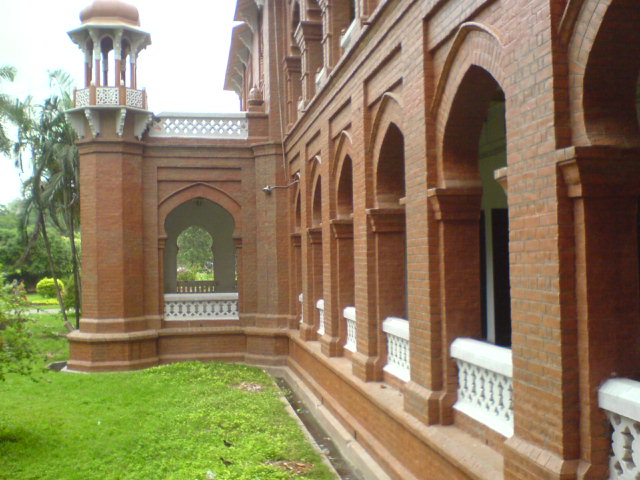
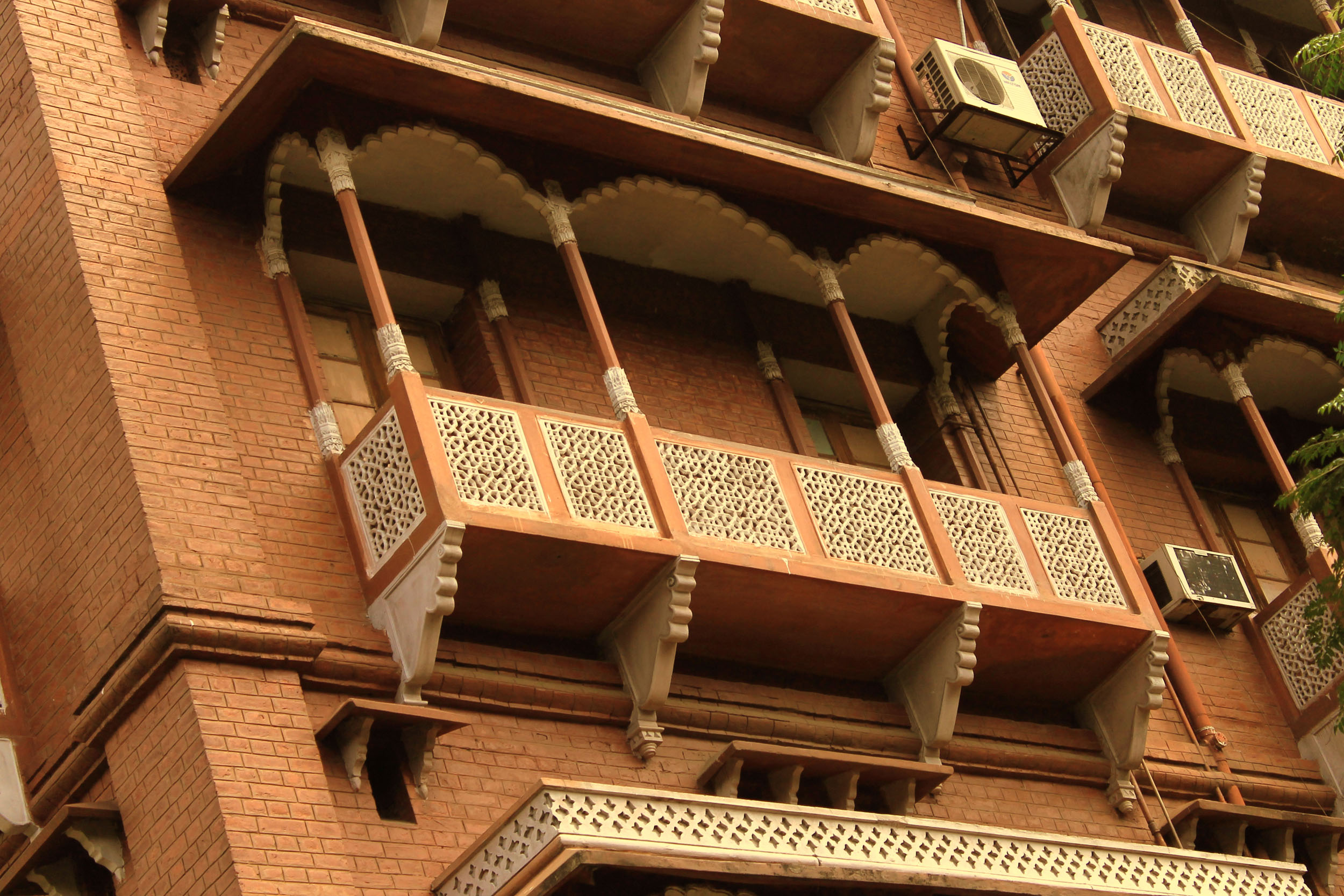
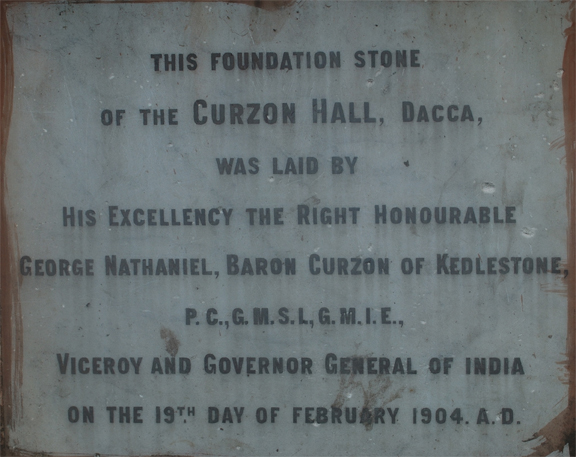